# Lamprochernes muscivorus
Lamprochernes muscivorus är en spindeldjursart som beskrevs av Vladimir V. Redikorzev 1949. Lamprochernes muscivorus ingår i släktet Lamprochernes och familjen blindklokrypare. Inga underarter finns listade i Catalogue of Life.